# Carlton-le-Moorland
Carlton-le-Moorland – wieś w Anglii, w hrabstwie Lincolnshire, w dystrykcie North Kesteven. Leży 16 km na południowy zachód od Lincoln i 182 km na północ od Londynu.